# 패턴 매칭
컴퓨터 과학에서 패턴 매칭(pattern matching)이란 데이터를 검색할 때 특정 패턴이 출현하는지, 또한 어디에 출현하는지 등을 특정하는 방법의 일종이다. 대량의 데이터를 다룰 때 효율적으로 쓰일 수 있다. 문자열의 패턴 매칭은 문자열 검색 알고리즘의 일종이며, 현대에는 사진이나 영상에 대한 패턴매칭 연구도 다수 이루어지고 있으며, 이는 인공 지능이나 자연어 처리의 연구대상이기도 하다.

## 같이 보기
- 인공 지능
- 문자열 검색 알고리즘
- 검색 엔진